# Національний столичний регіон (Канада)
Національний столичний регіон, також відомий як Канадський столичний регіон — офіційне федеральне найменування столиці Канади Оттави в провінції Онтаріо, сусіднього квебекського міста Гатіно та навколишніх міських і сільських поселень. Термін Національний столичний регіон часто використовують для опису міжпровінційної метрополійної області Оттава-Гатіно.
На відміну від столичних округів у деяких інших країнах з федеративним устроєм, таких як Округ Колумбія в Сполучених Штатах чи Дістрито-Федераль у Мексиці, Національний столичний регіон не є окремим політичним утворенням. Його складові частини підпорядковуються відповідним органам влади Онтаріо та Квебеку.
Визначена Законом про національну столицю (англ. National Capital Act), столична область охоплює площу 4715 км², що покриває річку Оттава, що служить кордоном між Онтаріо та Квебеком. Ця територія є меншою за переписну одиницю Оттава-Гатіно, розмір якої складає 6287 км² і яка є єдиною переписною одиницею, що лежить в межах двох провінцій.

## Історія
Перше поселення в регіоні було започатковано Філемоном Райтом, новоанглійцем з Міддлсекс, Массачусетс, який прибув сюди 7 березня 1800 року зі своєю та п'ятьма іншими сім'ями разом із двадцятьма п'ятьма чорноробами, аби заснувати сільськогосподарську громаду на північному березі річки Оттава при волоку біля Шодьєрського водоспаду.

## Географія
Оттава розташована в підрайоні Південного Онтаріо, що зветься Східне Онтаріо. Гатіно знаходиться на південному заході Квебеку, ближче до місця, де канадсько-ґренландський щит перетинається з низинами Святого Лаврентія (англ. Saint Lawrence Lowlands). Територія регіону має декілька великих геологічних розривів, через що тут доволі регулярно трапляються невеликі землетруси.